# Pokój w Bazylei (5 kwietnia 1795)
Pokój bazylejski – traktat pokojowy zawarty 5 kwietnia 1795 pomiędzy Francją i Prusami.
Fryderyk Wilhelm II Pruski, bardziej zainteresowany III rozbiorem Polski, wycofał się z koalicji antyrewolucyjnej, prowadzonej przez arcyksięcia Leopolda. Prusy zobowiązały się do porzucenia swoich posiadłości na zachodnim brzegu Renu. W zamian za to Francja oddała Prusom swoje nikłe zdobycze na wschód od tej rzeki.
Francja kapitalizowała w ten sposób swoje poparcie dla powstania kościuszkowskiego, udzielane wcześniej przez Dyrektoriat.
Francję reprezentował Franciszek Maria, markiz Barthélemy, a Prusy Karl August von Hardenberg.
Po wycofaniu się Prus z sojuszu antyrewolucyjnego, Hiszpania zawarła z Francją pokój w Bazylei 22 lipca 1795.